# 名田庄郵便局
名田庄郵便局（なたしょうゆうびんきょく）は、福井県大飯郡おおい町にある郵便局。民営化以前の分類では集配特定郵便局であった（現在は集配機能を廃止）。

## 概要
住所：〒917-0382 福井県大飯郡おおい町名田庄久坂2-38

## 沿革
- 1901年（明治34年）2月1日 - 久坂（ひささか）郵便局（三等）として開設[1]。
- 1912年（明治45年）2月16日 - 知三（ちみ）郵便局に改称。
- 1977年（昭和52年）11月24日 - 電話交換業務を小浜電報電話局に移管[2]。
- 1980年（昭和55年）12月1日 - 中名田郵便局から和文電報配達業務を移管。
- 1984年（昭和59年）10月1日 - 和文電報配達業務を小浜電報電話局に移管。
- 1987年（昭和62年）10月5日 - 奥名田郵便局から集配業務を移管。
- 1988年（昭和63年）11月28日 - 名田庄郵便局に改称。
- 2007年（平成19年）10月1日 - 民営化に伴い、併設された郵便事業小浜支店名田庄集配センターに一部業務を移管。
- 2012年（平成24年）10月1日 - 日本郵便株式会社発足に伴い、郵便事業小浜支店名田庄集配センターを名田庄郵便局に統合。
- 2015年（平成27年）3月9日 - 小浜郵便局へ集配業務を移管、無集配局となる。郵便番号を917-0399から917-0382に変更。

## 取扱内容
- 郵便、印紙、ゆうパック、内容証明
- 貯金、為替、振替、振込、国際送金、国債
- 生命保険、バイク自賠責保険
- ゆうちょ銀行ATM

## 周辺
- おおい町役場名田庄総合事務所（旧・名田庄村役場）
- 南川

## アクセス
- 大和交通バス 総合事務所前停留所下車
- 国道162号沿い
- 駐車場あり：5台